# Spencer F. Eddy

Spencer F. Eddy

Spencer Fayette Eddy (* 18. Juni 1873 in Chicago, Illinois; † 7. Oktober 1939 in Manhattan, New York City, New York) war ein US-amerikanischer Diplomat, der unter anderem zwischen 1908 und 1909 Gesandter der Vereinigten Staaten in Argentinien sowie 1909 Gesandter im Königreich Rumänien war.

## Leben

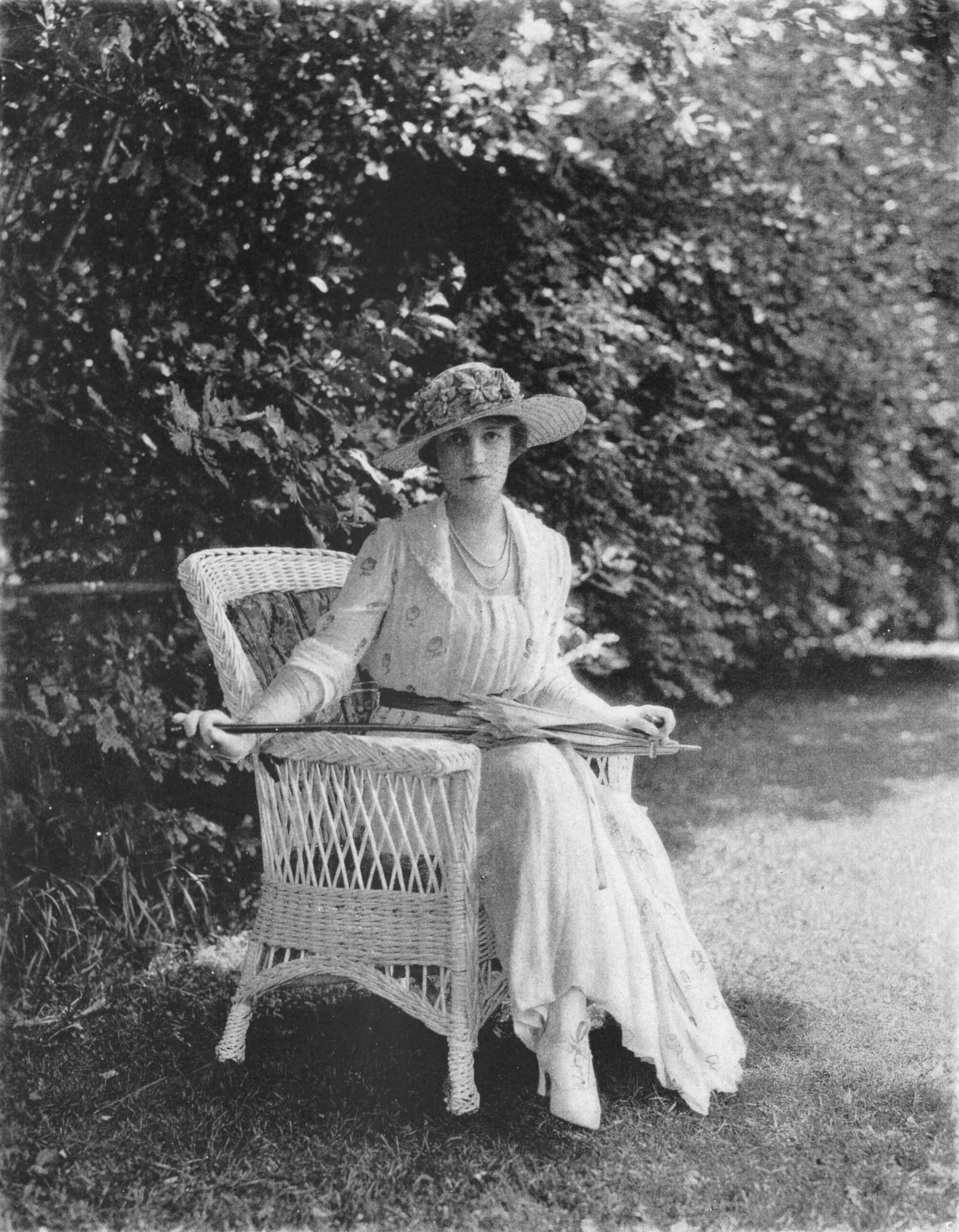
Spencer Eddys Ehefrau Lurline Elizabeth Spreckels Eddy (1917).

Spencer Fayette Eddy war der Sohn des Unternehmers Augustus Newland Eddy (1846–1921) und dessen Ehefrau Abby Louise Spencer Eddy (1850–1909). Seine jüngere Schwester Catherine Spencer Eddy Beveridge (1881–1970) war die Ehefrau des Albert J. Beveridge, der unter anderem zwischen 1899 und 1911 republikanischer US-Senator aus Indiana war. Er selbst begann nach dem Besuch der St. Paul’s School in Concord 1891 ein Studium an der Harvard University, welches er 1896 mit einem Bachelor of Arts (A.B.) beendete. Daraufhin absolvierte er einen einjährigen Studienaufenthalt an der Friedrich-Wilhelms-Universität zu Berlin sowie an der Ruprecht-Karls-Universität Heidelberg. Anschließend trat er in den diplomatischen Dienst des Außenministeriums (US State Department) und fungierte zwischen 1897 und 1898 als Privatsekretär des US-Botschafters im Vereinigten Königreich John Hay, der von 1898 bis 1905 US-Außenminister war. Danach fungierte er zwischen 1899 und 1901 Zweiter Sekretär an der Botschaft in Frankreich sowie von 1901 bis 1903 als Erster Sekretär an der Gesandtschaft im Osmanischen Reich. Nachdem er von 1903 bis 1906 Erster Sekretär an der Botschaft im Russischen Kaiserreich war, fungierte er zwischen 1906 und 1907 als Erster Sekretär an der Botschaft im Deutschen Kaiserreich.
Am 2. April 1908 wurde Eddy zum Gesandten der Vereinigten Staaten in Argentinien ernannt und übergab dort am 27. August 1908 als Nachfolger von Arthur M. Beaupre seine Akkreditierung. Er verblieb als Gesandter in der Argentinischen Republik bis zum 2. Januar 1909 und wurde daraufhin von Charles H. Sherrill abgelöst. Im Anschluss wurde er 11. Januar 1909 zum Gesandten im Königreich Rumänien berufen, wo er am 9. Juli 1909 sein Beglaubigungsschreiben als Nachfolger von Horace G. Knowles überreichte. Er bekleidete dieses Amt allerdings nur wenige Woche bis zum 29. September 1909, woraufhin John R. Carter ihn ablöste. Zugleich wurde er am 11. Januar 1909 zum Gesandten im Königreich Serbien sowie zum Diplomatischen Agenten im Zarentum Bulgarien ernannt, allerdings übergab er in diesen beiden Staaten keine Beglaubigungsschreiben.
Aus seiner am 28. April 1906 geschlossenen und 1923 geschiedenen Ehe mit Lurline Elizabeth Spreckels Kuznik (1886–1969) ging der Sohn Spencer Fayette Eddy (1907–1991) hervor. Nach seinem Tode wurde er auf dem Graceland Cemetery in Chicago beigesetzt.